# Circus Bely
Circus Bely ist ein deutsches Zirkusunternehmen mit Winterstandort in Rastatt, das seit 1980 unter dem Namen „Bely“ bekannt ist. Er wird von der Artistenfamilie Frank als reiner Familienbetrieb in der achten Generation geführt und wurde bereits mit zahlreichen Preisen ausgezeichnet.

## Allgemeines

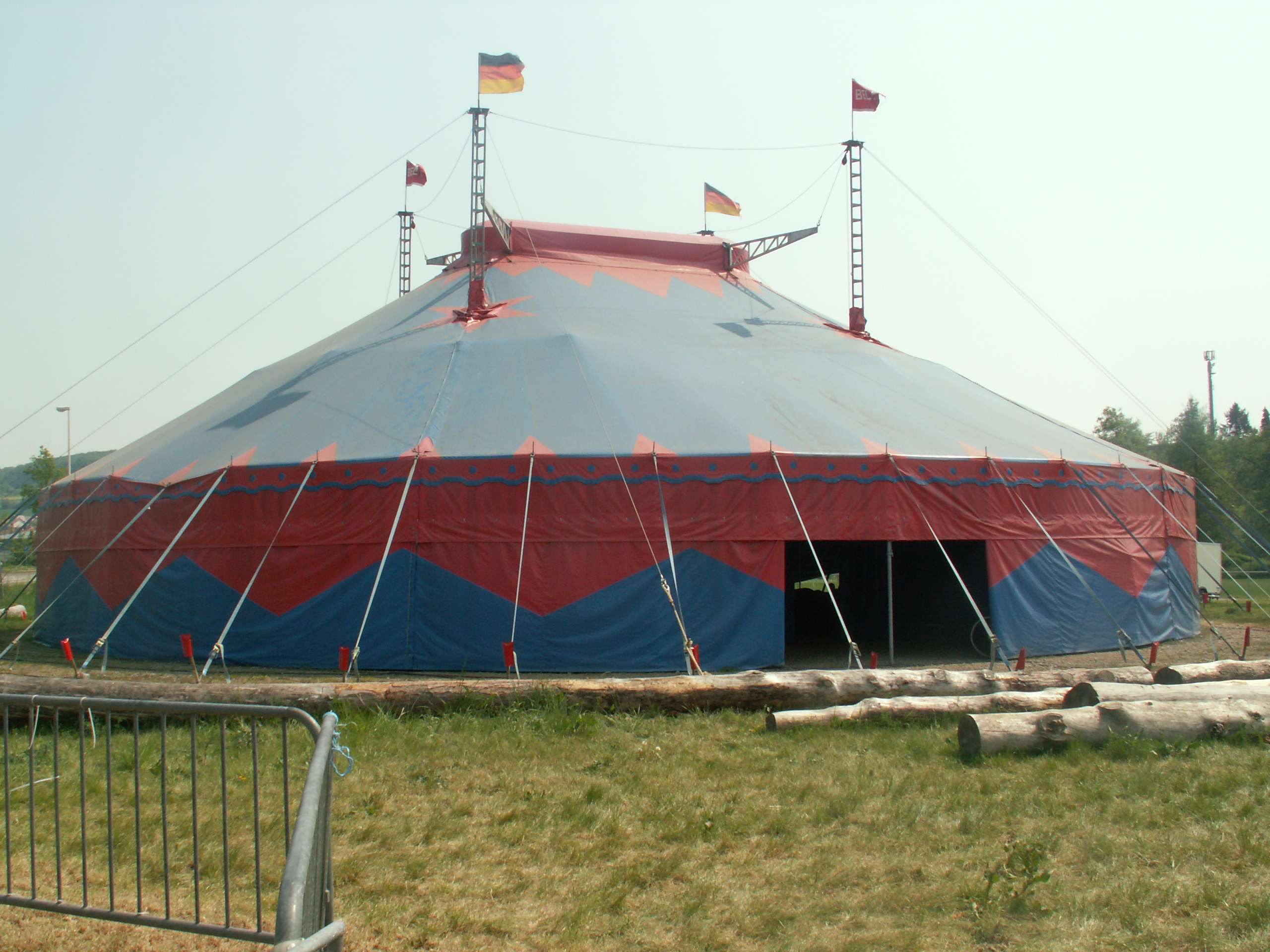
Das Zelt des Circus Bely

Gegründet wurde das Unternehmen von Philipp Frank um 1800. 
Der derzeitige Inhaber ist Stefan Frank-Bely, zusammen mit dem Juniorchef Harry Frank-Bely. Im Unternehmen sind etwa zehn Personen beschäftigt, darunter sieben Familienmitglieder. Von März bis November jeden Jahres besucht der Zirkus ungefähr 30 Städte. In der restlichen Zeit bezieht der Zirkus ein Winterquartier in Rastatt. 
Bei dem Zirkuszelt handelt es sich um ein großes Vier-Mast-Zelt, das dementsprechend viel Platz den Besuchern bietet.
1989 bekam die Artistin Nanja Lajana in Wiesbaden beim internationalen Zirkuswettbewerb für ihre Leistung den Goldenen Elefanten  verliehen. Stefan Frank erhielt beim internationalen Zirkusfestival in Paris den Goldenen Oscar und auch Neyenne Luejeanna erhielt einige Auszeichnungen für ihre Darbietung der Kontorsion.
Im Jahr 2013 wurde durch die Filmakademie Baden-Württemberg ein Dokumentarfilm über Neyenne Luejeanna mit dem Titel „Zirkuskind“ veröffentlicht. Im gleichen Jahr spielt Circus Bely in der Tatortfolge „Zirkuskind“ den kleinen Wanderzirkus „Burani“.

## Attraktionen
Jedes Jahr in der Winterpause studieren sowohl Artisten als auch deren Tiere neue Nummern ein. Renommierte Hauptnummern bleiben jedoch erhalten, so zum Beispiel der in Europa einmalige Sulky-Sprung, die Auftritte der Friesen und Hunde sowie die Bodenakrobatik.

## Tiere
Der Zirkus hat insgesamt ca. 100 Tiere, darunter Zebras, Kamele, Pferde, Hängebauchschweine, Kühe, Gänse, Hunde sowie Hühner und besitzt die größte Kamelherde Deutschlands. Zudem gehört dem Zirkus ein weißes sibirisches Steppenkamel, von dem es in ganz Deutschland nur noch 18 Exemplare gibt. Da die Tiere gemäß den Leitlinien des Bundesministeriums für Ernährung, Landwirtschaft und Verbraucherschutz artgerecht gehalten werden und zudem genügend Platz zur Verfügung haben, wurde das Unternehmen für seine Tierhaltung ausgezeichnet und erhielt dementsprechend gute Vermerke im Tierbestandsbuch.